# Crusafontia
Crusafontia is een geslacht van uitgestorven zoogdieren die voorkwamen in het Vroeg-Krijt. Er zijn twee soorten benoemd. De naam van het geslacht verwijst naar de Spaanse paleontoloog Miquel Crusafont Pairo.

## Leefwijze
Deze ongeveer 10 cm lange zoogdieren hadden het profiel van eekhoorns met een grijpstaart en dus moeten ze in bomen vertoefd hebben. De dieren hadden relatief korte poten met klauwen en een zeer langwerpige snuit, waaruit volgt dat hun reukvermogen zeer goed moet zijn geweest. Hun voedsel bestond voornamelijk uit vruchten, noten en zaden, misschien ook insecten. De heupbeenderen doen vermoeden dat de jongen na hun geboorte, hun verdere ontwikkeling doormaakten in een buidel.

## Vondsten
Fossiele tanden van dit dier werden gevonden in Portugal.

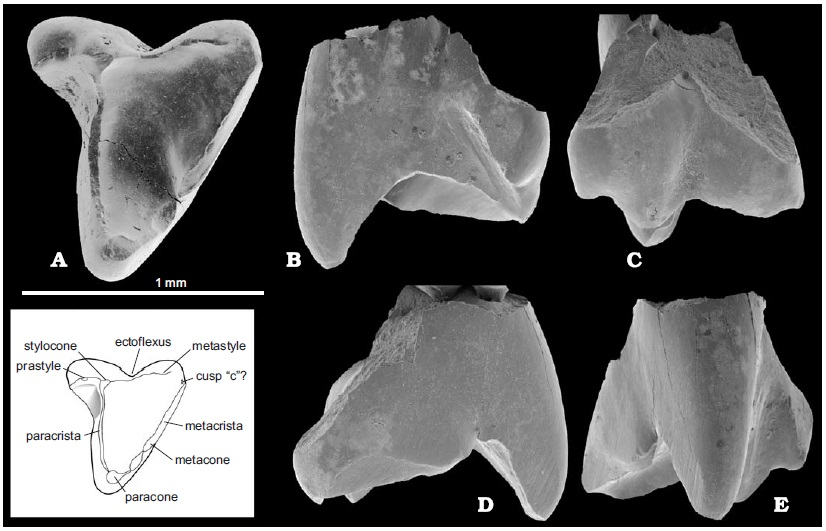